# 天貓座34
天貓座34，又名BD+46 1422，HD 73593、SAO 42490、HR 3422，是天貓座的一颗恒星，视星等为5.37，位于銀經174.42，銀緯37.76，其B1900.0坐标为赤經8h 34m 6.5s，赤緯+46° 37.76′ 5″。